# Família Monômaco

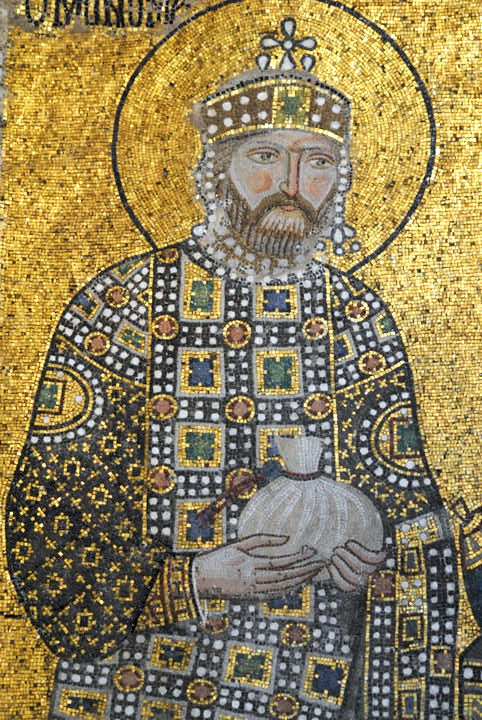
Mosaico do imperador r. ao lado da imperatriz Zoé Porfirogênita r. e Cristo Pantocrator. Santa Sofia

Monômaco (em grego: Μονομάχος; romaniz.: Monomáchos; lit. "único lutador"), de forma feminina Monômaca (em grego: Μονομαχίνα; romaniz.: Monomachína), foi o nome duma família aristocrática bizantina ativa nos séculos XI-XV e mesmo possivelmente antes disso. Produziu vários oficiais e comandantes militares, bem como um imperador, Constantino IX Monômaco (r. 1042–1055)

## História
As primeiras ocorrências do nome são incertas, e podem referir-se a apelidos em vez de membros da família. Um bispo iconoclasta de Nicomédia com o nome é aludido numa hagiografia do século IX de São Joanício, enquanto que um oficial fervorosamente anti-iconoclasta chamado Nicetas Monômaco esteve ativo durante os primeiros tempos do século IX, vindo a ser aclamado santo posteriormente. Um funcionário obscuro chamado Monômaco é atestado em ca. 921, ma a família realmente não vêm à tona até o século XI, quando Constantino IX tornar-se-ia imperador.
Os membros contemporâneos da família, incluindo Teodósio, pai de Constantino IX, foram principalmente juízes ativos na capital imperial de Constantinopla. A única exceção foi Jorge Monômaco, duque de Dirráquio sob Nicéforo III Botaniates (r. 1078–1081), mas demitido por Aleixo I Comneno (r. 1081–1118). Uma parente feminina de Constantino IX casou-se com Usevolodo I de Quieve (r. 1054–1093) e o filho deles, Vladimir II (r. 1113–1125), adotou o sobrenome de sua mãe.
A família caiu na obscuridade durante a dinastia comnena, e apenas reaparece no fim do século XII. Da virada do século XIII até a perda da região para os turcos no começo do século XIV, membros da família são registrados na Anatólia, por exemplo, João Monômaco (fl.  1304–1324), um amigo do estadista Nicéforo Cumno e do general Aleixo Filantropeno. Seus contemporâneos, os irmãos Jorge Atuemo Monômaco e Miguel Senaquerim Monômaco, tornaram-se generais e oficiais seniores. Entre os últimos membros atestados da família estava o arquiteto Jorge Monômaco em Salonica em ca. 1421.